# 115561 Frankherbert
115561 Frankherbert este un asteroid din centura principală de asteroizi.

## Descriere
115561 Frankherbert este un asteroid din centura principală de asteroizi. A fost descoperit pe 20 octombrie 2003 la Needville de W. G. Dillon și D. Wells. Asteroidul prezintă o orbită caracterizată de o semiaxă mare de 3,03 ua, o excentricitate de 0,10 și o înclinație de 12,0° în raport cu ecliptica.